# Petr Kodýtek
Petr Kodýtek (* 17. srpna 1998, Sušice, Česko) je český hokejový útočník hrající finskou nejvyšší ligu za tým IFK Helsinki.

## Hráčská kariéra
Kodýtek hrál v českých reprezentačních mládežnických výběrech již od svých 15 let, ale svou první větší akci si odbyl Memoriálu Ivana Hlinky 2015 a poté na MS do 18 let 2016. V sezóně 2016/17 vyhrál s Plzní juniorskou extraligu, když výrazně pomohl svojí produktivitou. V té samé sezóně však nastoupil za Plzeň i ve 24 zápasech extraligy dospělých. V sezóně 2017/18 nastupoval mezi dospělými Plzně v extralize a Litoměřic v 1. lize. V polovině sezóny byl vybrán do juniorské reprezentace na MSJ 2018, kde s týmem Česka obsadili 4. místo a Kodýtek byl na šampionátu nejmenším hokejistou. V 7. čtvrtfinále proti Olomouci pomohl týmu svým gólem (jeho první gól v play-off české extraligy)
Před sezónou 2023/2024 podepsal roční smlouvu s finským týmem Tampereen Ilves. V této sezóně odehrál v nejvyšší finské soutěži 64 zápasů, v nichž získal celkem 40 bodů (21 gólů a 19 asistencí). Tým prohrál s týmem KalPa ve čtvrtfinále 1:4 na zápasy. Od sezóny 2024/2025 nastupuje za tým IFK Helsinki.

## Ocenění a úspěchy
- 2014 ČHL-16 – Nejlepší střelec v playoff
- 2014 ČHL-16 – Nejlepší střelec v přesilových hrách
- 2017 ČHL-20 – Nejlepší nahrávač v playoff

## Prvenství
- Debut v ČHL – 16. října 2016 (HC Škoda Plzeň proti HC Sparta Praha)
- První asistence v ČHL – 18. října 2016 (HC Vítkovice Ridera proti HC Škoda Plzeň)
- První gól v ČHL – 30. října 2016 (HC Kometa Brno proti HC Škoda Plzeň, českému brankáři Karlu Vejmelkovi)

## Klubová statistika
| Sezóna       | Klub                  | Soutěž       |     | Základní část | Základní část | Základní část | Základní část | Základní část |   | Play off | Play off | Play off | Play off | Play off |
| Sezóna       | Klub                  | Soutěž       | Z   | G             | A             | B             | TM            | Z             | G | A        | B        | TM       |          |          |
| 2016–17      | HC Škoda Plzeň        | ČHL          | 24  | 3             | 3             | 6             | 2             | 3             | 0 | 0        | 0        | 0        |          |          |
| 2016–17      | SHC Klatovy           | 2.ČHL        | 4   | 2             | 2             | 4             | 2             | 1             | 0 | 0        | 0        | 2        |          |          |
| 2017–18      | HC Škoda Plzeň        | ČHL          | 29  | 3             | 3             | 6             | 8             | 3             | 0 | 0        | 0        | 0        |          |          |
| 2017–18      | HC Stadion Litoměřice | 1.ČHL        | 9   | 1             | 3             | 4             | 4             | —             | — | —        | —        | —        |          |          |
| 2017–18      | SHC Klatovy           | 2.ČHL        | 4   | 2             | 8             | 10            | 0             | —             | — | —        | —        | —        |          |          |
| 2018–19      | HC Škoda Plzeň        | ČHL          | 52  | 9             | 14            | 23            | 10            | 13            | 1 | 1        | 2        | 2        |          |          |
| 2019–20      | HC Škoda Plzeň        | ČHL          | 52  | 6             | 9             | 15            | 32            | —             | — | —        | —        | —        |          |          |
| 2020–21      | HC Škoda Plzeň        | ČHL          | 50  | 20            | 15            | 35            | 22            | 3             | 1 | 0        | 1        | 2        |          |          |
| 2021–22      | HC Škoda Plzeň        | ČHL          | 53  | 6             | 16            | 22            | 41            | 5             | 0 | 1        | 1        | 4        |          |          |
| 2022–23      | HC Škoda Plzeň        | ČHL          | 44  | 15            | 19            | 34            | 16            | —             | — | —        | —        | —        |          |          |
| 2023–24      | Tampereen Ilves       | Liiga        | 59  | 20            | 17            | 37            | 24            | 5             | 1 | 2        | 3        | 8        |          |          |
| 2024–25      | HIFK Hockey           | Liiga        | 53  | 9             | 26            | 35            | 72            | 1             | 0 | 0        | 0        | 25       |          |          |
| Celkem v ČHL | Celkem v ČHL          | Celkem v ČHL | 304 | 62            | 79            | 141           | 131           | 27            | 2 | 2        | 4        | 8        |          |          |

## Reprezentace
| Rok                       | Tým                       | Soutěž                    | Z  | G | A | B | TM |
| ------------------------- | ------------------------- | ------------------------- | -- | - | - | - | -- |
| 2016                      | Česko 18                  | MIH-18                    | 4  | 1 | 1 | 2 | 2  |
| 2016                      | Česko 18                  | MS-18                     | 5  | 0 | 0 | 0 | 4  |
| 2018                      | Česko 20                  | MSJ                       | 7  | 0 | 3 | 3 | 4  |
| 2025                      | Česko                     | MS                        | 8  | 1 | 2 | 3 | 6  |
| Juniorská kariéra celkově | Juniorská kariéra celkově | Juniorská kariéra celkově | 16 | 1 | 4 | 5 | 10 |
| Seniorská kariéra celkově | Seniorská kariéra celkově | Seniorská kariéra celkově | 8  | 1 | 2 | 3 | 6  |